# Championnats du monde de cross-country 2019
Navigation
Édition précédente Édition suivante
Les 43es championnats du monde de cross-country ont lieu le 30 mars 2019 à Aarhus, au Danemark. La compétition se déroule sur le domaine du musée Moesgård.

## Parcours
Les distances parcourues sont 10 km pour la course senior masculine et féminine, 8 km pour la course junior masculine, et 6 km pour la course junior féminine. Une partie du parcours consiste à courir sur le toit en herbe du musée Moesgård.

## Compétition
Les Championnats du monde de cross-country comprennent cinq épreuves au total. Les distances varient en fonction de la catégorie (Seniors, Juniors) et du sexe (Hommes, Femmes).
| Catégorie | Hommes   | Femmes   | Relais mixte |
| --------- | -------- | -------- | ------------ |
| Seniors   | 10 240 m | 10 240 m | 8 240 m      |
| Juniors   | 7 728 m  | 5 856 m  | non disputé  |

## Programme
Tous les horaires correspondent à l'UTC+1
| Date                | Horaire                                 | Course                                                                   |
| ------------------- | --------------------------------------- | ------------------------------------------------------------------------ |
| Samedi 30 mars 2019 | 11 h 00 11 h 35 12 h 10 13 h 00 14 h 00 | Relais mixte Juniors femmes Juniors hommes Seniors femmes Seniors hommes |

## Résultats

### Seniors

#### Hommes
| Place | Athlète                   | Pays     | Temps       |
| ----- | ------------------------- | -------- | ----------- |
|       | Joshua Cheptegei          | Ouganda  | 31 min 40 s |
|       | Jacob Kiplimo             | Ouganda  | 31 min 44 s |
|       | Geoffrey Kamworor         | Kenya    | 31 min 55 s |
| 4     | Aron Kifle                | Érythrée | 32 min 4 s  |
| 5     | Selemon Barega            | Éthiopie | 32 min 16 s |
| 50    | Emmanuel Roudolff-Lévisse | France   | 34 min 12 s |

#### Femmes
| Place | Athlète             | Pays     | Temps       |
| ----- | ------------------- | -------- | ----------- |
|       | Hellen Obiri        | Kenya    | 36 min 14 s |
|       | Dera Dida           | Éthiopie | 36 min 16 s |
|       | Letesenbet Gidey    | Éthiopie | 36 min 24 s |
| 4     | Rachael Zena Chebet | Ouganda  | 36 min 47 s |
| 5     | Peruth Chemutai     | Ouganda  | 36 min 49 s |
| 22    | Liv Westphal        | France   | 38 min 18 s |

#### Relais mixte
L'ordre du relais n'est pas imposé par l'organisateur.
| Rang | Pays                                                                                          | Temps       |
| ---- | --------------------------------------------------------------------------------------------- | ----------- |
|      | Éthiopie Kebede Endale, Bone Cheluke, Teddese Lemi, Fantu Worku                               | 25 min 49 s |
|      | Maroc Soufiane El Bakkali, Kaoutar Farkoussi, Abdelaati Iguider, Rababe Arafi                 | 26 min 22 s |
|      | Kenya Conseslus Kipruto, Jarinter Mawia Mwasya, Elijah Motonei Manangoi, Winfred Nzisa Mbithe | 26 min 29 s |

### Juniors

#### Hommes
| Place | Athlète          | Pays     | Temps       |
| ----- | ---------------- | -------- | ----------- |
|       | Milkesa Mengesha | Éthiopie | 23 min 52 s |
|       | Tadese Worku     | Éthiopie | 23 min 54 s |
|       | Oscar Chelimo    | Ouganda  | 23 min 55 s |

#### Femmes
| Place | Athlète            | Pays     | Temps       |
| ----- | ------------------ | -------- | ----------- |
|       | Beatrice Chebet    | Kenya    | 20 min 50 s |
|       | Alemitu Tariku     | Éthiopie | 20 min 50 s |
|       | Tsigie Gebreselama | Éthiopie | 20 min 50 s |

### Classement par équipes
Pour établir ces classements, on considère les quatre meilleurs coureurs :
| Catégorie     | Or | Or | Argent | Argent | Bronze | Bronze |
| ------------- | --- | -- | --- | ------ | --- | ------ |
| Senior hommes | Ouganda- Joshua Cheptegei (1) - Jacob Kiplimo (2) - Thomas Ayeko (7) - Joel Ayeko (10) - Albert Chemutai (12) - Maxwell Rotich (27)          | 20 | Kenya- Geoffrey Kamworor (3) - Rhonex Kipruto (6) - Richard Yator (13) - Rodgers Kwemoi (21) - Amos Kirui (38) - Evans Keitany Kiptum (45)                         | 43     | Éthiopie- Selemon Barega (5) - Andamlak Belihu (8) - Abdi Fufa (15) - Mogos Tuemay (18) - Enyew Mekonnen (25) - Bonsa Dida (40)                 | 46     |
| Senior femmes | Éthiopie- Dera Dida (2) - Letesenbet Gidey (3) - Tsehay Gemechu (6) - Zenebu Fikadu (10) - Fotyen Tesfay (11) - Hawi Feysa (17)              | 21 | Kenya- Hellen Obiri (1) - Beatrice Chepkoech (7) - Eva Cherono (8) - Deborah Samum (9) - Lilian Kasait Rengeruk (12) - Beatrice Chepkemoi Mutai (31)               | 25     | Ouganda- Rachael Zena Chebet (4) - Peruth Chemutai (5) - Juliet Chekwel (13) - Esther Chebet (14) - Stella Chesang (21) - Doreen Chesang (63)   | 36     |
| Junior hommes | Éthiopie- Milkesa Mengesha (1) - Tadese Worku (2) - Tsegay Kidanu (5) - Gebregewergs Teklay (10) - Dinkalem Ayele (11) - Getnet Yetwale (21) | 18 | Ouganda- Oscar Chelimo (3) - Hosea Kiplangat (6) - Samuel Kibet (9) - Mathew Job Chekwurui (14) - Dan Chebet (19) - Denis Cherotich (22)                           | 32     | Kenya- Leonard Kipkemoi Bett (4) - Edwin Kiplangat Bett (7) - Samwel Chebolei Masai (8) - Charles Katul Lokir (15) - Cleophas Kandie Meyan (18) | 34     |
| Junior femmes | Éthiopie- Alemitu Tariku (2) - Tsigie Gebreselama (3) - Girmawit Gebrzihair (5) - Mizan Alem (7) - Wede Kefale (8) - Meselu Berhe (11)       | 17 | Kenya- Beatrice Chebet (1) - Betty Chepkemoi Kibet (6) - Jackline Chepwogen Rotich (9) - Lydia Jeruto Lagat (10) - Mercy Chepkorir Kirarei (12) - Mercy Jerop (13) | 26     | Japon- Ayuka Kazama (14) - Ririka Hironaka (15) - Chika Kosakai (21) - Hazuki Doi (22) - Miku Sakai (29) - Hikari Ohnishi (33)                  | 72     |

## Tableau des médailles
| Rang  | Nation   | Or | Argent | Bronze | Total |
| ----- | -------- | -- | ------ | ------ | ----- |
| 1     | Éthiopie | 5  | 3      | 3      | 11    |
| 2     | Kenya    | 2  | 3      | 3      | 8     |
| 3     | Ouganda  | 2  | 2      | 2      | 6     |
| 4     | Maroc    | 0  | 1      | 0      | 1     |
| 5     | Japon    | 0  | 0      | 1      | 1     |
| Total | Total    | 9  | 9      | 9      | 27    |

- Note: Le total inclut les épreuves individuelles et par équipe. Les médailles par équipe comptant comme une médaille.